# Fischbach (Waltershausen)
Fischbach ist ein Ortsteil der Stadt Waltershausen im Landkreis Gotha in Thüringen.

## Geografie
Fischbach liegt am Nordhang des Thüringer Waldes in einer Höhe von etwa 380 Metern am Fuße des Großen Inselsberges.

## Geschichte
Die Lage von Fischbach wurde urkundlich im Jahre 1103 vom zweiten Abt des Klosters Reinhardsbrunn erstmals erwähnt. Ein Ort an dieser Stelle ist seit dem frühen 15. Jahrhundert belegt. Der Ort war im Besitz der Herren von Wangenheim, die dort ein Schloss errichteten und in diesem bis 1780 ihren Sitz hatten. Neben Forstwirtschaft und Leinenweberei hatte in früherer Zeit insbesondere das Fuhrwesen große wirtschaftliche Bedeutung am Ort. Darüber hinaus wurde in den Klauenbergswiesen Kupferschiefer abgebaut. Weberei und Fuhrwesen erlebten zu Beginn des 19. Jahrhunderts einen Niedergang, danach fanden die Einwohner in der Hanfverarbeitung (Spritzenschläuche, Feuereimer, Gurte) sowie in der Korb- und Siebmacherei oder als Besenbinder und Drechsler (zumeist für die Pfeifenproduktion in Ruhla) ihr Auskommen. Um 1900 entstand außerdem eine Klenganstalt zur Gewinnung von forstwirtschaftlichem Saatgut. Der Ort entwickelte sich nach 1945 zu einem beliebten Urlaubsort, wozu der Bau der Bergbühne 1952 entscheidend beitrug, die Platz für 2000 Zuschauer bietet und u. a. vom Landestheater Eisenach bespielt wird. 1996 wurde Fischbach durch Zusammenschluss mit drei umliegenden Gemeinden Ortsteil der Einheitsgemeinde Emsetal und Gemeindeverwaltungssitz. Diese wurde am 31. Dezember 2013 in die Stadt Waltershausen eingemeindet.

## Sehenswürdigkeiten
- Das Wangenheimsche Schloss am Dorfplatz wurde 1587 unter Christoph von Wangenheim begonnen und 1639 von seinem Sohn, dem herzoglichen Oberforst- und Jägermeister Hans Ludwig von Wangenheim fertiggestellt und bewohnt. Von künstlerischem Geschmack zeugen die Haustür, mehrere Zimmertüren und die Stuckdecken in den saalartigen Räumen, die jetzt zum Teil in mehrere Zimmer unterteilt sind. 1780 kam es durch Verkauf an eingesessene Fischbacher und ist seit 1973 im Besitz der Gemeindeverwaltung. Von 1992 bis zum 10. September 2014 war in dem stattlichen Fachwerkbau der Sitz der Gemeindeverwaltung der Einheitsgemeinde Emsetal untergebracht. In den Jahren 1993 bis 1998 wurden in großem Umfang Bau- und Rekonstruktionsmaßnahmen durchgeführt.
- Die Jacobuskirche

## Regelmäßige Veranstaltungen
Die Kirmes (Kirchweih) ist ein eigentlich kirchliches Weihfest. In Fischbach wird es nach altem Brauch als regelrechtes Volksfest gefeiert, und das schon seit Generationen.

## Fischbacher Mundart
In Fischbach wird Thüringer Platt gesprochen. Einige Beispiele sind Kankerlappen (Spinnweben), Kumpf (Gulli) und Matt’n (Quark). Regelmäßig finden hier Mundartabende statt.

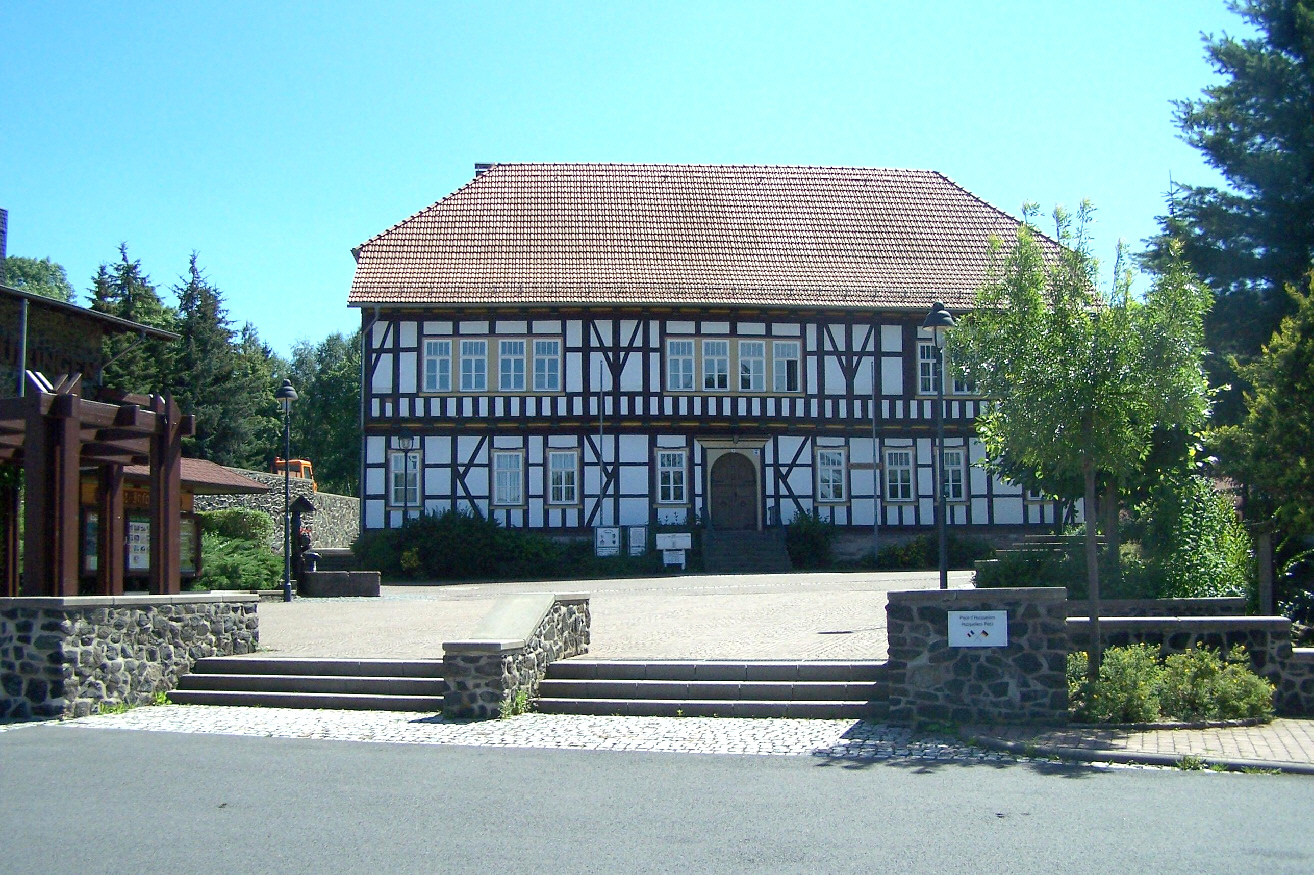
Schloss Fischbach
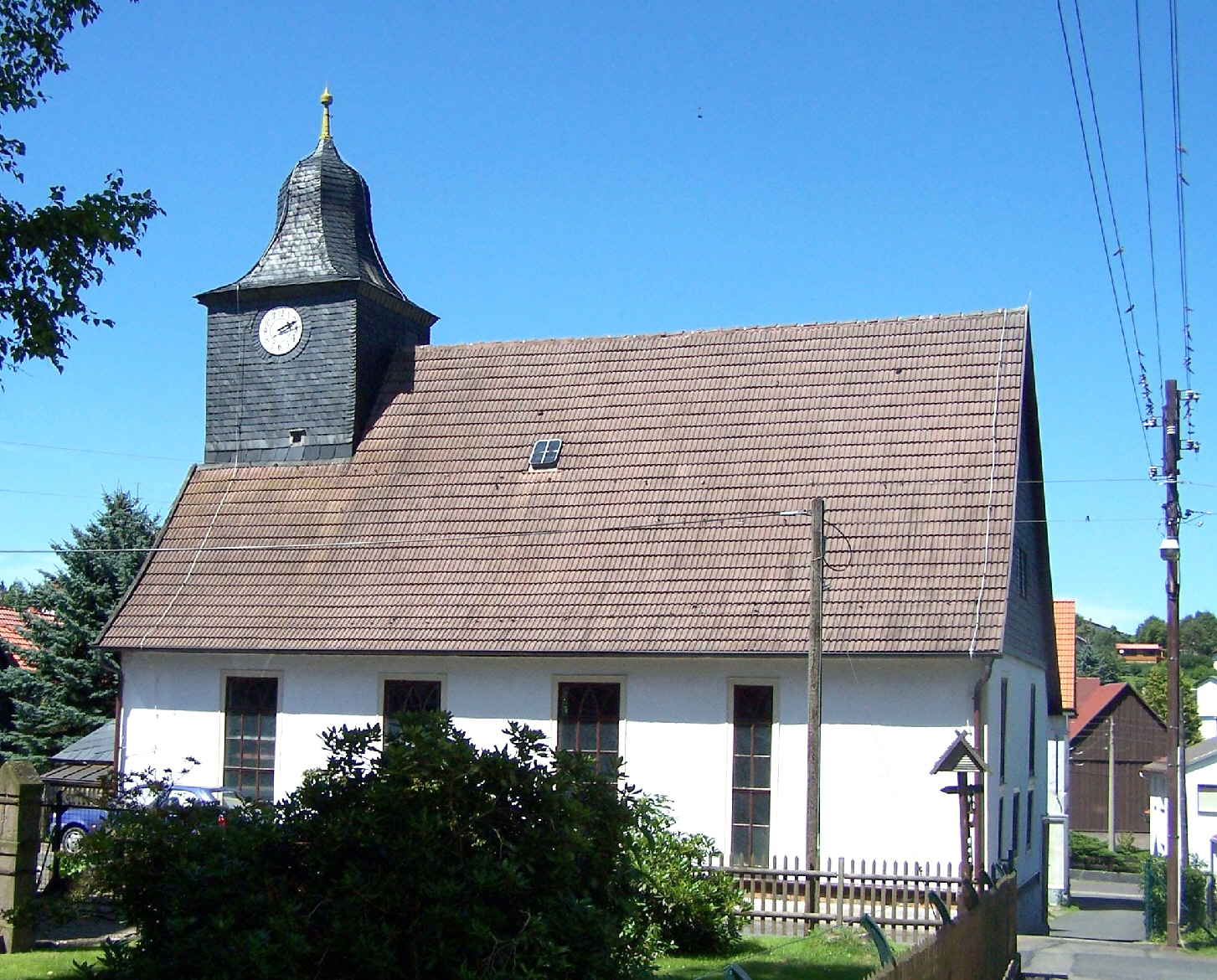
Jakobuskirche
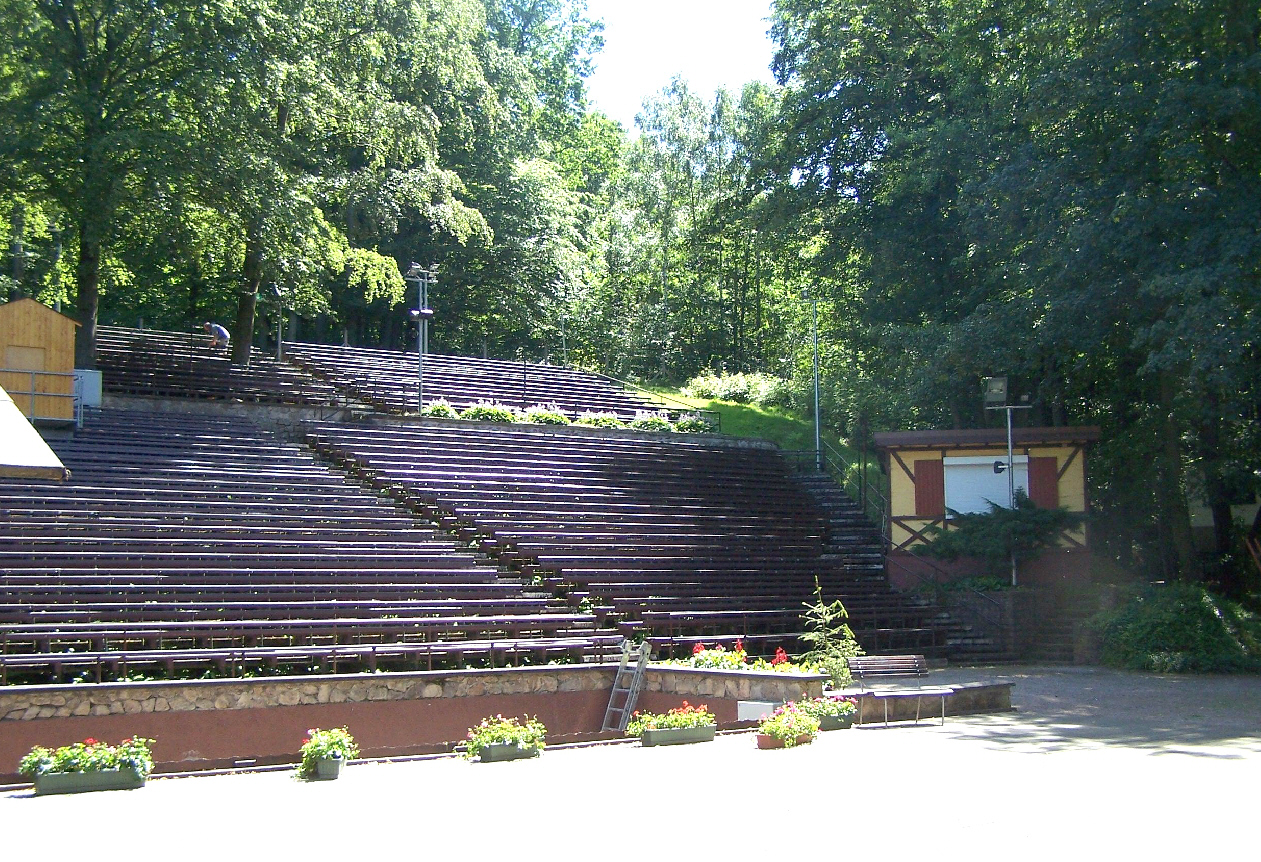
Bergbühne Fischbach
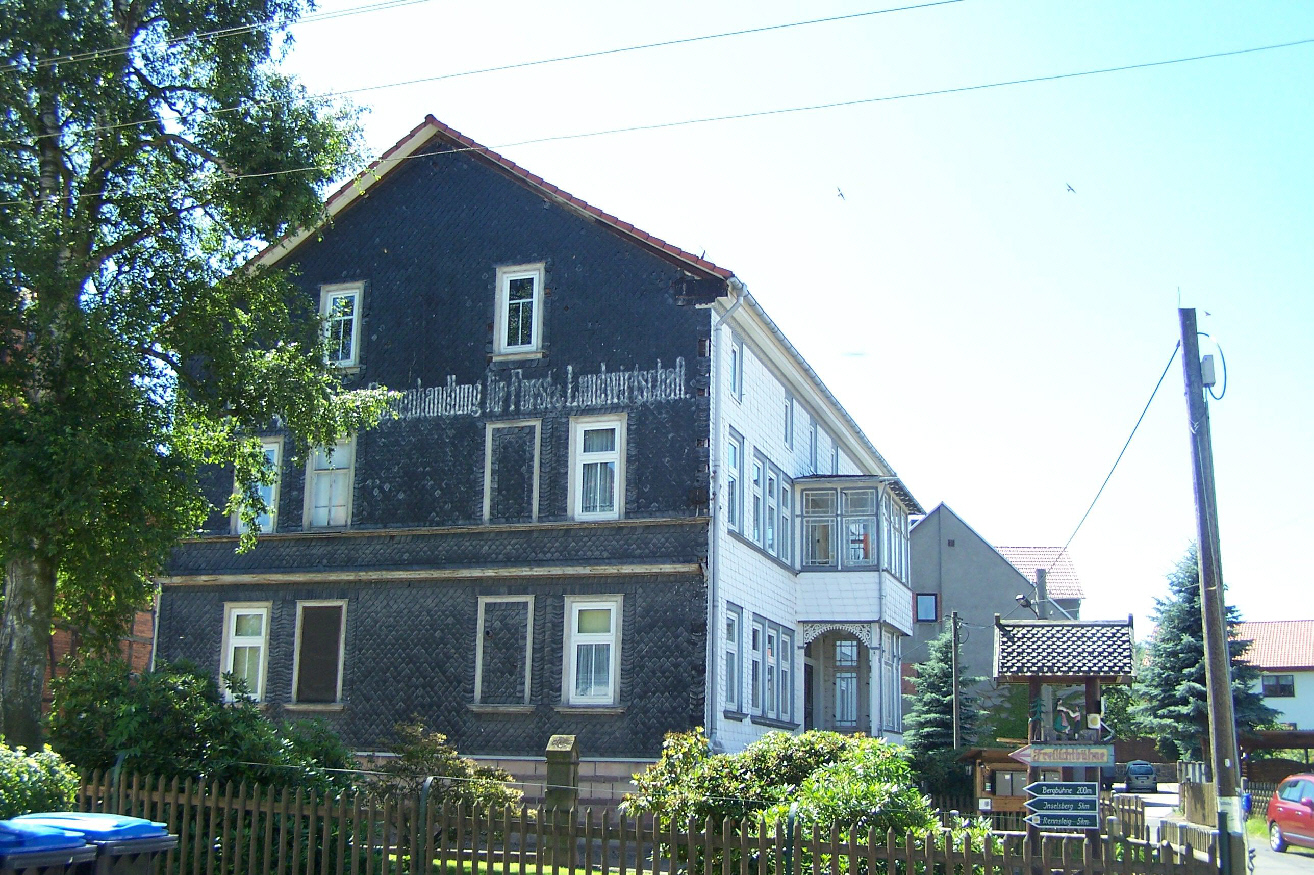
Forstsamen-Handlung